# Épice
Pour les articles homonymes, voir Épice (homonymie).

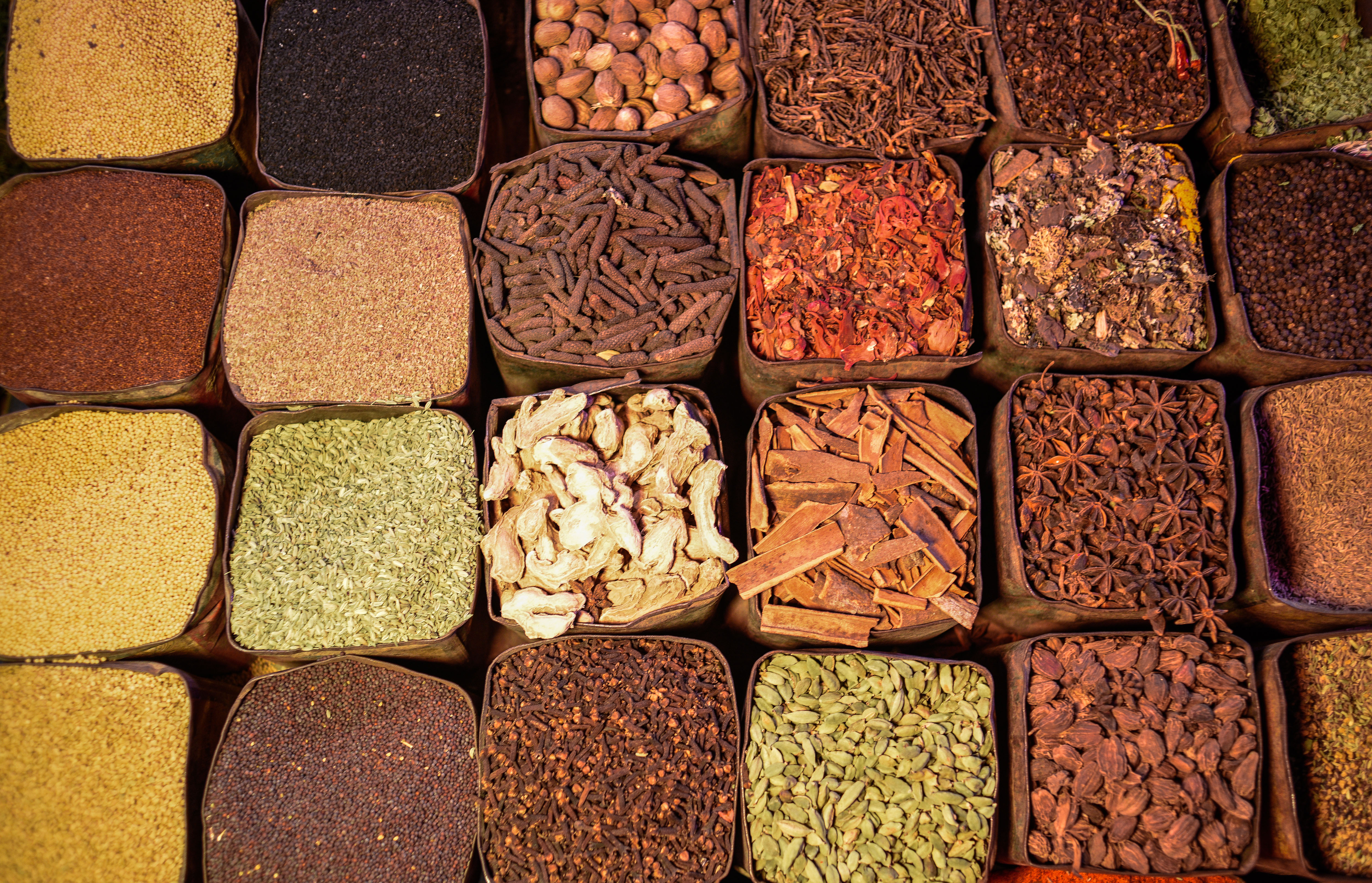
Échantillons de différentes épices.

Une épice est une matière organique d'origine végétale odorante ou piquante. Elle est principalement utilisée en petite quantité en cuisine, comme conservateur, assaisonnement ou colorant, mais aussi en médecine, en teinturerie ou en distillerie. La notion d'épice se confond partiellement avec celle d'aromate, et dans une moindre mesure de condiment.
Les épices sont issues de différentes parties de la plante : écorce (cannelle), fleur (safran, clou de girofle), fruit (poivre, aneth, piment), rhizome (gingembre, curcuma), graine (noix de muscade, moutarde), etc. Certaines définitions excluent en revanche les plantes dont seuls sont utilisés les feuilles (persil, basilic, estragon, ciboulette, etc.), les tiges ou les bulbes (oignon, ail, etc.). Elles sont alors plutôt considérées comme des herbes aromatiques.
Ce sont pour la plupart des produits exotiques au continent européen, ce qui explique que les épices étaient parmi les produits agricoles importés les plus coûteux, durant l'Antiquité et le Moyen Âge.

## Étymologie et définitions

### Histoire et évolution du terme
Le terme « épice » tire son origine du latin species (même étymologie que « espèce »), qui signifiait en bas latin « denrée, épice, drogue ». Il fait une première apparition en français au milieu du XIIe siècle dans le Pèlerinage de Charlemagne, où il prend le sens de « substance aromatique ».

### Aromates, condiments et herbes aromatiques

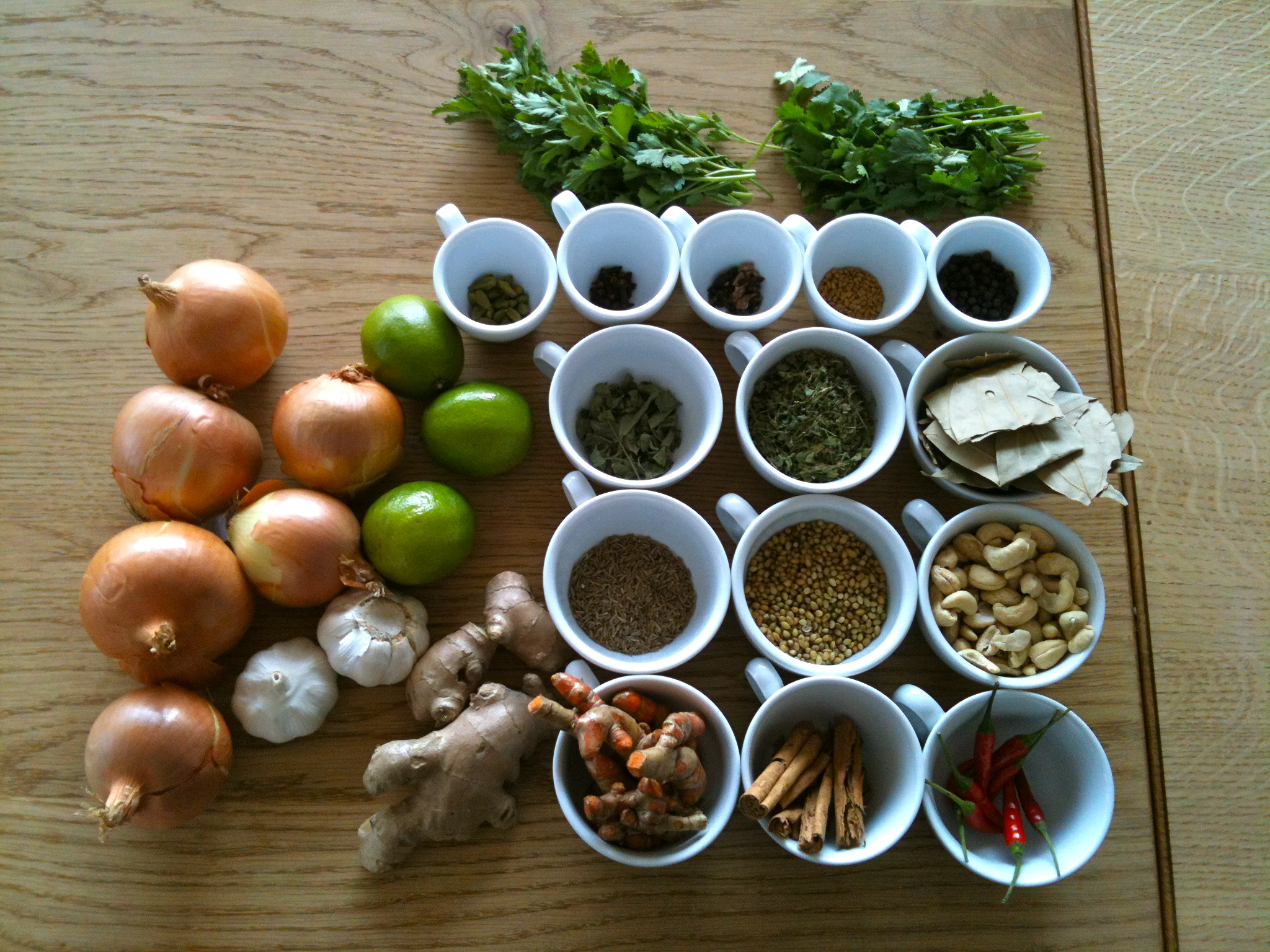
Différentes épices, aromates et fines herbes prêts à être inclus dans une préparation culinaire.

La notion d'épice est relativement floue et la plupart des dictionnaires se contentent de la décrire comme une substance aromatique d'origine végétale servant à assaisonner les mets. Cette définition crée une certaine confusion avec les notions d'aromate, de condiment ou encore d'herbe aromatique :
- les aromates servent aussi à rehausser le goût des aliments, mais la suavité de leur parfum compte davantage que la force de leur saveur[2]. Ils sont également utilisés en médecine et en parfumerie[3], et peuvent être d'origine animale, comme c'est le cas pour le musc, le castoréum, ou l'ambre gris[4] ;
- les herbes aromatiques sont des plantes aromatiques généralement de petite taille, dont les feuilles, les tiges et les fleurs sont généralement (mais pas toujours) utilisées fraîches[4], tels le basilic, le romarin, le thym, le persil ou l'estragon ;
- les condiments sont plutôt des préparations élaborées à partir d'un mélange d'épices, d'aromates, d'herbes, mais aussi d'autres denrées (légumes, farine, bouillon)[4]. Ils sont généralement consommés en quantité importante avec les mets[5] et apportés à table au moment du service plutôt qu'intégrés dans la préparation culinaire. Ainsi, le sel, la mayonnaise ou les cornichons sont des condiments[4].

Ces distinctions sont néanmoins subtiles et variables en fonction des usages et des auteurs. Une même plante peut aussi être considérée diversement selon les parties utilisées et l'utilisation qui en est faite. Ainsi, les graines de coriandre, de fenouil ou de carotte sont des épices, alors que leurs feuilles ou leurs racines sont des herbes aromatiques ou des légumes. Le piment est un légume ou un condiment lorsqu'il est consommé frais (entier ou en pâte) et une épice lorsqu'il est séché et réduit en poudre. La moutarde est une épice, alors que la préparation à partir de ses graines, qui s'appelle aussi moutarde, est un condiment. Le poivre, épice par excellence, peut être considéré comme un condiment lorsqu'il est placé à table pour assaisonner les plats après le service.

### Textes normatifs
Plusieurs organes officiels ont tenté d'établir des définitions, mais aucune d'elles ne permet de circonscrire de manière définitive et universelle une liste exhaustive des produits à considérer comme des épices.
L'une des premières définitions à portée internationale est établie lors du Ier Congrès international pour la répression des fraudes alimentaires et pharmaceutiques à Genève en 1908. Elle a le mérite d'inclure aussi les plantes indigènes à l'Europe (cumin, safran, etc.), mais restreint les épices à leur utilisation culinaire et ignore les usages en médecine ou en teinturerie : « Substance végétale, d'origine indigène ou exotique, aromatique ou d'une saveur chaude, piquante, employée pour rehausser le goût des aliments ou y ajouter les principes stimulants qui y sont contenus ».
L'Organisation des Nations unies pour l'alimentation et l'agriculture (FAO) propose un concept beaucoup plus large, inclut en réalité toutes les plantes aromatiques et ne lève pas la confusion avec les condiments : « Les épices sont des produits végétaux tels que les feuilles, fleurs, graines et racines qui sont riches en huiles essentielles et en principes aromatiques. Elles sont essentiellement utilisées comme condiments ».
L'Organisation internationale de normalisation (ISO) ne fait pas de distinction entre épices (« saveur ») et aromates (« arôme »), et la liste qui l'accompagne contient des substances généralement considérées comme des herbes aromatiques (persil, estragon, etc.) ou des aromates (ail, échalote, oignon, etc.)  : « Produits végétaux ou mélanges de ceux-ci, exempts de matières étrangères, utilisés pour donner de la saveur et de l’arôme et pour assaisonner les aliments. Le terme est applicable à la fois au produit entier et au produit en poudre ».
La terminologie du Code des règlements fédéraux de la Food and Drug Administration (FDA) des États-Unis, reprise par l'American Spice Trade Association (en), tente d'exclure les oignons, l'ail et le céleri sous prétexte qu'ils seraient des aliments :« Le terme épice désigne toute substance végétale aromatique sous forme entière, brisée ou moulue, à l'exception des substances qui ont été traditionnellement considérées comme des aliments, telles que les oignons, l'ail et le céleri »,.
Enfin, la définition du Département fédéral de l'intérieur (Suisse) inclut les herbes aromatiques, qui seraient donc un type d'épices, mais ne considère que les substances séchées : « Les épices sont des parties de végétaux, telles que racines, rhizomes, oignons, écorces, feuilles, herbes aromatiques, fleurs, fruits, graines ou des parties de ceux-ci, séchées, possédant une saveur et une odeur fortes, qui sont ajoutées aux denrées alimentaires pour leur conférer une certaine sapidité ».

Marchés aux épices
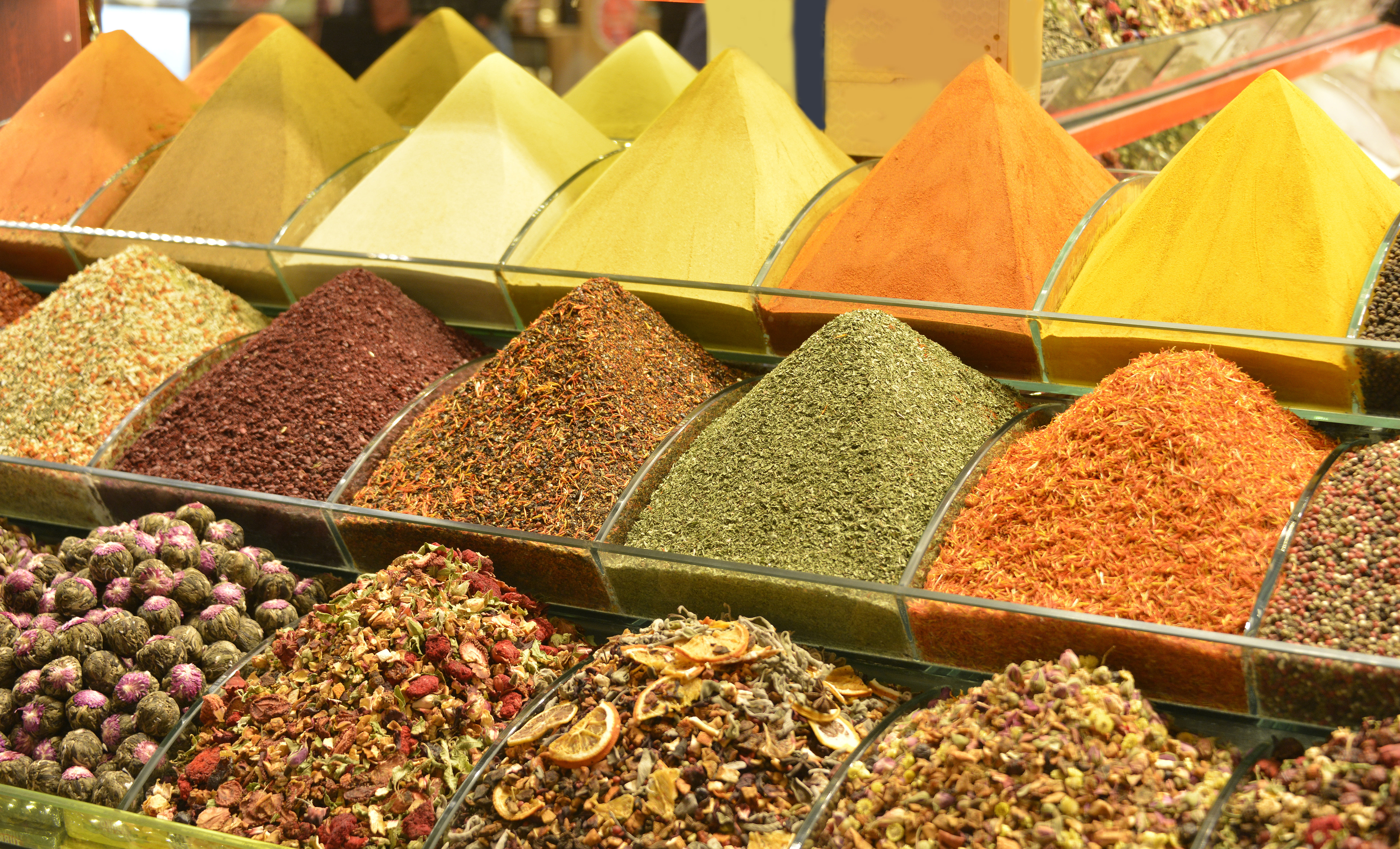
À Istanbul…
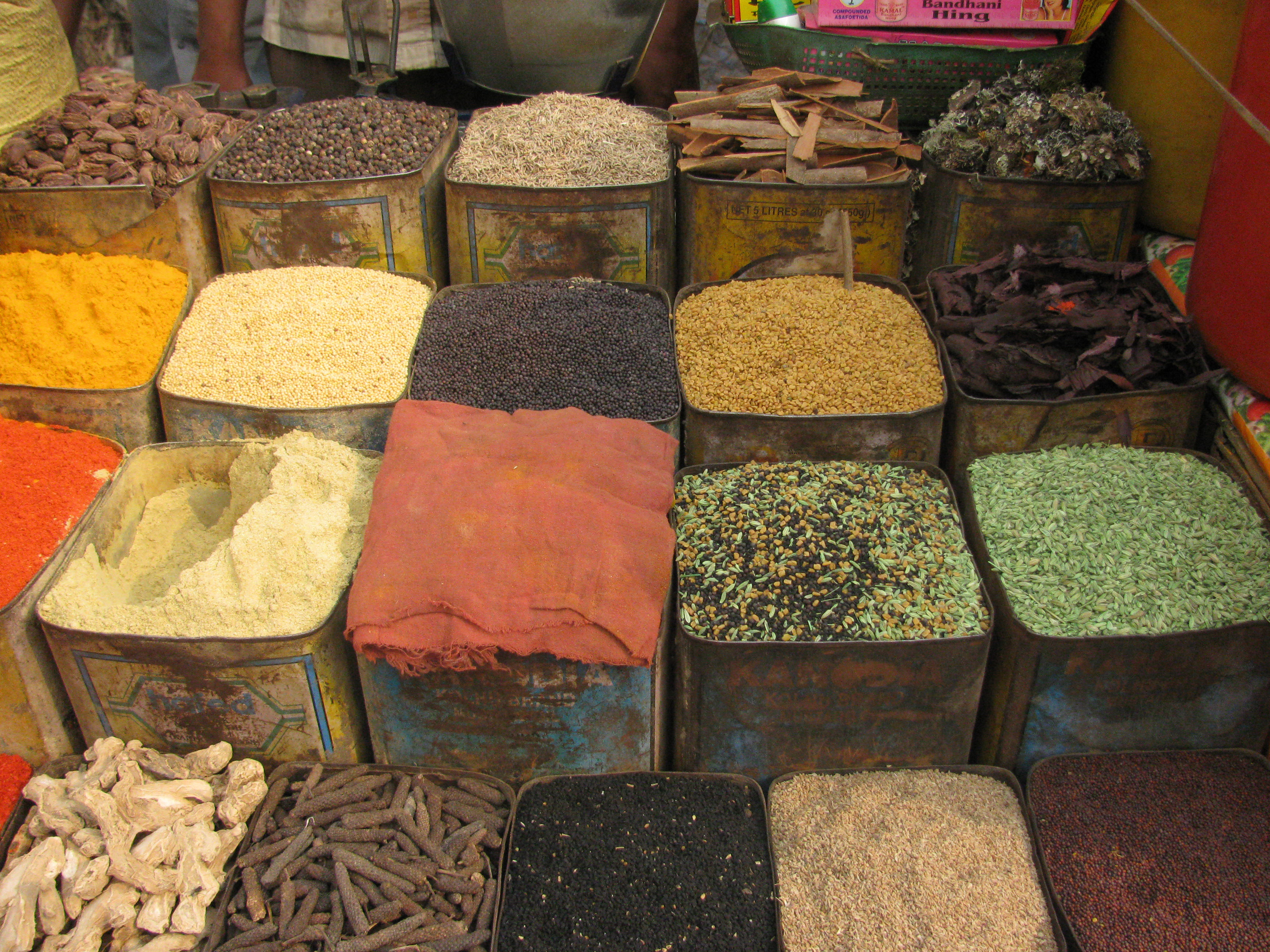
… à New Delhi…
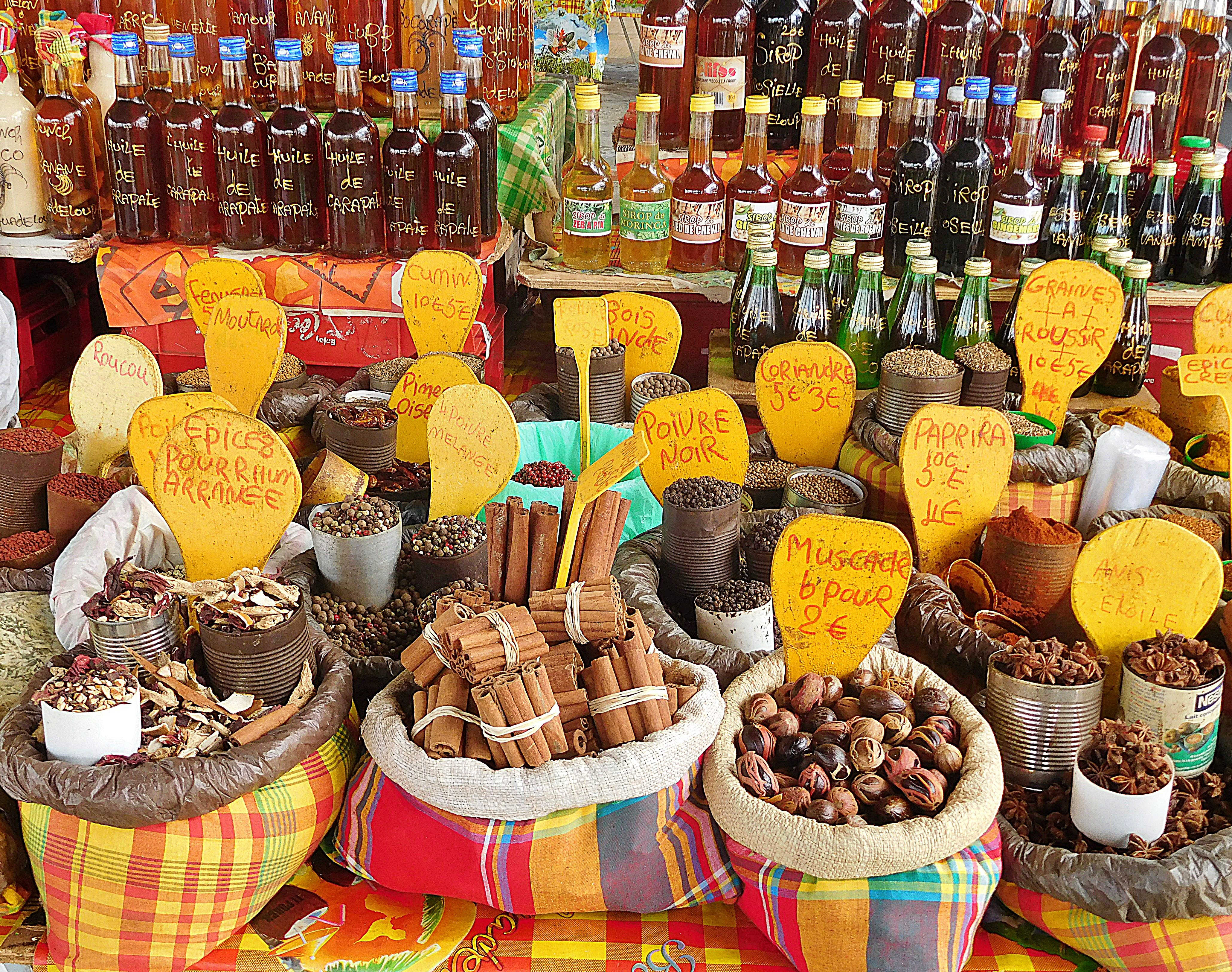
… et à Pointe-à-Pitre.

## Types et classification
Il existe de nombreuses listes d'épices dont le contenu varie en fonction des auteurs et des définitions retenues. Ces listes sont également tributaires des changements et des avancées en matière de nomenclature botanique. Une liste internationale (non exhaustive) de 109 plantes utilisées en tant qu'épices a été établie par l'Organisation internationale de normalisation en 1982 (revue et corrigée en 1995).
Les épices peuvent être classées de différentes manières : par familles, par parties utilisées, par types de croissance, par origines géographiques, par importance économique, par goûts et saveurs, etc.

### Classification internationale
Pour promouvoir la cohérence et la comparabilité des informations au niveau mondial, l'Organisation des Nations unies pour l'alimentation et l'agriculture (FAO) a établi un système de classification des produits alimentaires assorti de définitions internationalement reconnues. Il reconnait neuf catégories d'épices :
| Code FAO | Produit                      | Image                 | Contenu | Définitions |
| -------- | ---------------------------- | --------------------- | --- | --- |
| 687      | Poivre                       | Baies de poivre noir  | - poivre blanc, poivre noir (Piper nigrum) ; - poivre long (Piper longum). | Plante grimpante vivace. Comprend les baies entières, concassées ou moulues. Le poivre noir est issu de baies qui ne sont pas encore parfaitement mûres, tandis que le poivre blanc provient de baies à parfaite maturité qui ont été débarrassées de leur enveloppe extérieure. |
| 689      | Piments                      | Piments rouges        | - piment de Cayenne, paprika, piment fort (Capsicum frutescens, Capsicum annuum) ; - poivre de Jamaïque, toute-épice (Pimenta officinalis).                                                                                   | Les piments frais non écrasés ou non moulus sont considérés comme des légumes. |
| 692      | Vanille                      | Gousses de vanille    | - vanille (Vanilla planifolia, Vanilla pompona). | Fruit (ou gousse) d'une plante grimpante de la famille des Orchidacées. Peut être entier, écrasé ou moulu. |
| 693      | Cannelle                     | Bâtons de cannelle    | - cannelle (Cinnamomum verum) ; - cannelle de Chine (Cinnamomum cassia). | Écorce intérieure de jeunes branches de certains arbres de la famille des Lauracées. Comprend les fleurs, le fruit et les déchets (chips) de l'arbre qu'ils soient entiers, écrasés ou moulus.                                                                                   |
| 698      | Girofle                      | Clous de girofle      | - girofle (Syzygium aromaticum). | Fruit entier du giroflier, y compris les fleurs cueillies avant maturité et séchées au soleil, et leur pédoncule. |
| 702      | Muscade - macis et cardamome | Noix de muscade       | - muscade, macis (Myristica fragrans) ; - cardamomes (Elettaria cardamomum, Aframomum angustifolium, Aframomum hambury, Amomum aromaticum, Amomum cardamomum) ; - malaguette, graine de paradis (Aframomum melegueta).        | La muscade est l'amande brune intérieure du fruit du muscadier. Le macis est l'arille entourant cette amande. Les graines de cardamome sont renfermées dans la capsule produite par des herbes vivaces de la famille des Zingibéracées.                                          |
| 711      | Anis - Badiane - Fenouil     | Anis étoilé           | - anis (Pimpinella anisum) ; - badiane ou anis étoilé (Illicium verum) ; - carvi (Carum carvi), coriandre (Coriandrum sativum), cumin (Cuminum cyminum), fenouil (Foeniculum vulgare), baie de genièvre (Juniperus communis). | Graines et baies des diverses plantes énumérées. Sont généralement utilisées comme épices, mais ont également des utilisations industrielles (par exemple en distillerie) et médicinales.                                                                                        |
| 720      | Gingembre                    | Rhizomes de gingembre | - gingembre (Zingiber officinale). | Rhizome d'une plante herbacée vivace. Est également utilisé pour préparer des boissons. Comprend le produit frais, provisoirement conservé ou séché, tandis que le gingembre confit ou conservé dans du sirop n'est pas pris en compte.                                          |
| 723      | Épices NDA                   | Feuilles de laurier   | - feuille de laurier (Laurus nobilis) ; aneth (Anethum graveolens) ; fenugrec (Trigonella foenum-graecum) ; safran (Crocus sativus) ; thym (Thymus vulgaris) ; curcuma (Curcuma longa).                                       | Autres épices non identifiées séparément du fait de leur importance secondaire sur le plan international. Cette rubrique comprend également la poudre de curry et d'autres mélanges de diverses épices.                                                                          |

### Parties utilisées

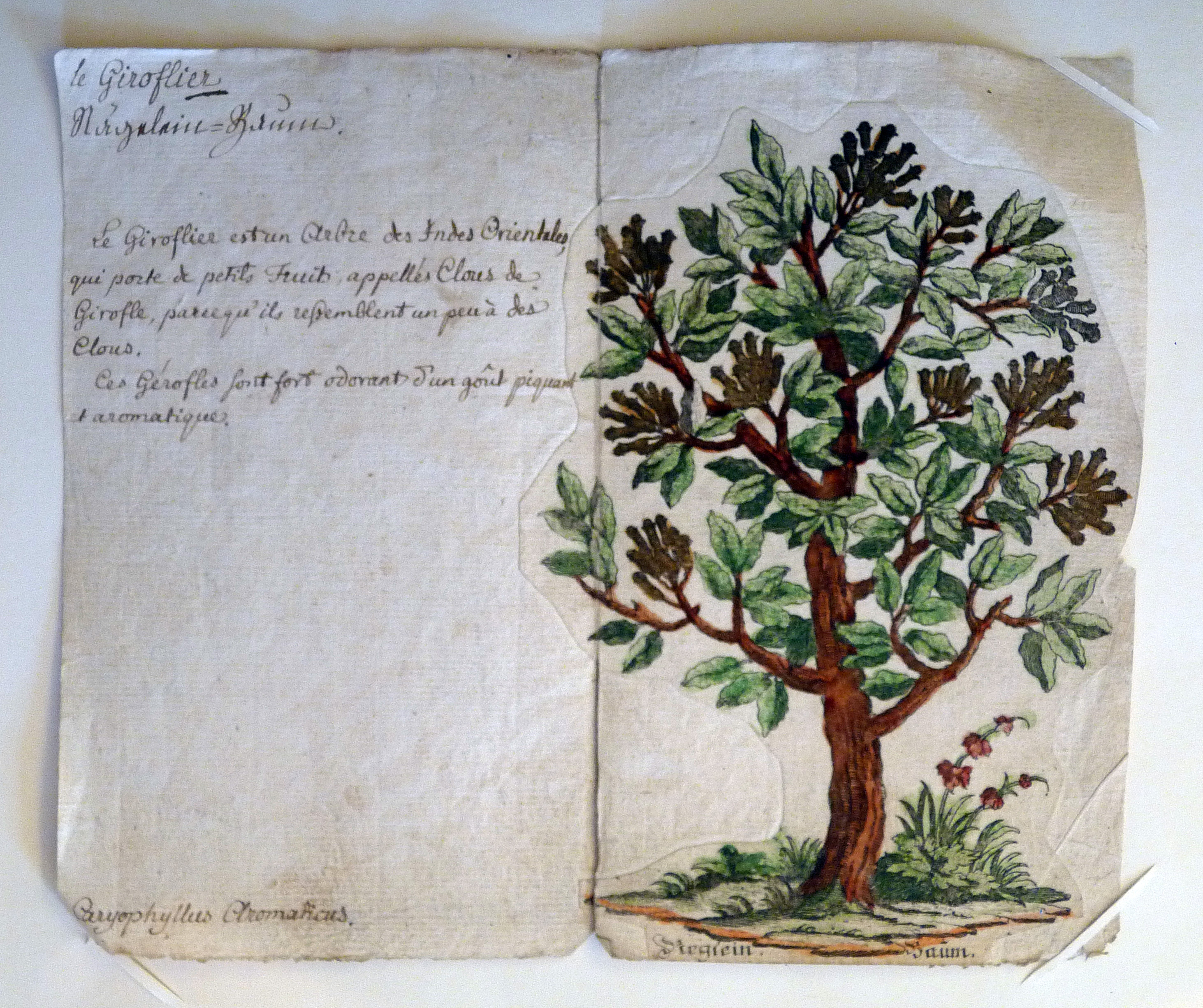
Les « clous de girofle » sont les boutons floraux du Giroflier (Syzygium aromaticum). Fiche botanique du XVIIIe siècle.

Les épices peuvent être issues de différents organes de la plante :
- - fruit (baies, drupes, gousses, etc.) : genièvre, toute-épice, poivres, piments, baies roses, vanille, cumin, fenouil, ajowan, etc.
  - feuille : laurier, pandanus et les herbes aromatiques ;
  - écorce : cannelle, casse, etc.
  - racine : raifort, angélique, livèche, céleri, etc.
  - rhizome : gingembre, curcuma, galanga, acore, etc.
  - graine : fenugrec, moutarde, muscade, pavot, grenade, sésame, nigelle, etc.
  - arille : macis
  - boutons floraux : clou de girofle
  - stigmate : safran
  - exsudat : ase fétide

### Types de croissance

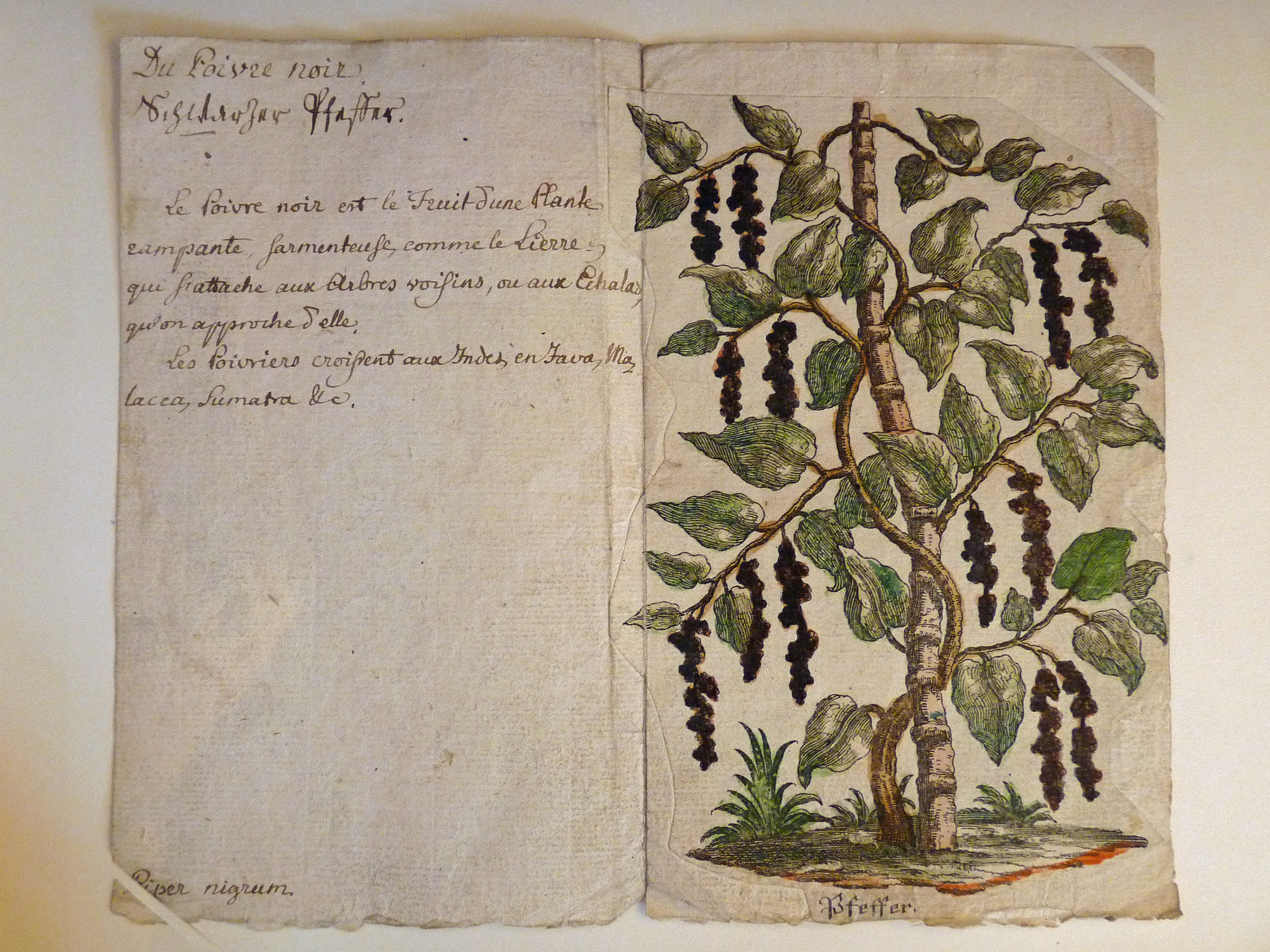
Le Poivrier noir (Piper nigrum) est une liane. Fiche botanique du XVIIIe siècle.

Les plantes à épices peuvent être arrangées en fonction de leur habitus :
- - herbes : ajowan, coriandre, cumin, fenouil, fenugrec, paprika et la plupart des herbes aromatiques ;
  - plantes vivaces : ase fétide, benoîte, cardamome, gingembre, galanga, etc.
  - plantes grimpantes : poivre noir, vanille, etc.
  - arbustes : romarin, grenade, piments, hysope, etc.
  - arbres : toute-épice, muscade, girofle, cannelle, garcinia, tamarin, etc.

### Origines géographiques

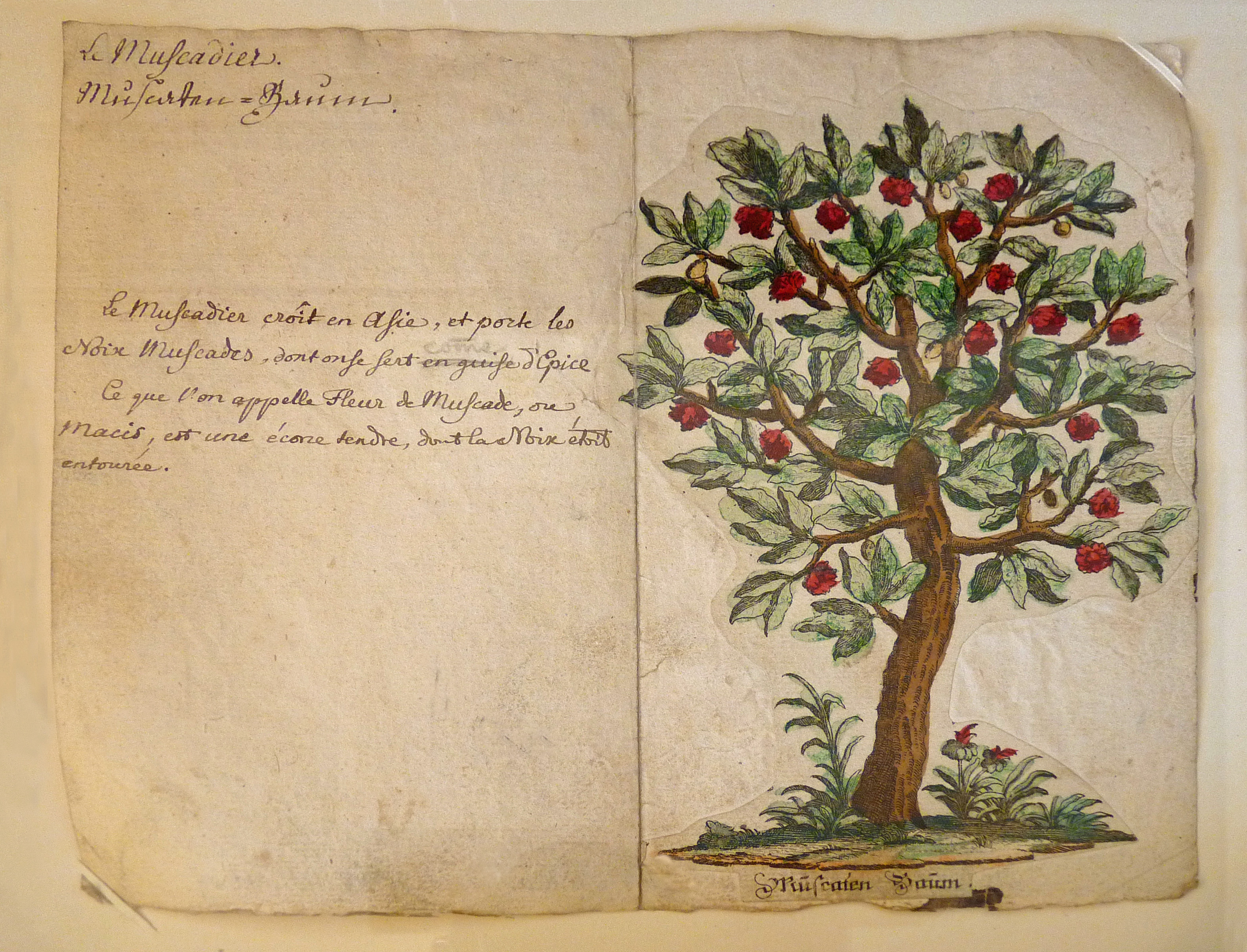
Le Muscadier (Myristica fragrans), dont sont tirés la noix de muscade et le macis, est originaire des Moluques en Indonésie. Fiche botanique du XVIIIe siècle.

Bien que les épices soient historiquement liées aux contrées « exotiques », elles proviennent de tous les continents:
- - Europe
    - centrale et du Nord : carvi, céleri, ciboulette, raifort, genièvre, etc.
    - bassin méditerranéen : ajowan, anis, nigelle, coriandre, cumin, fenouil, hysope, safran, etc.

  - Asie
    - centrale et de l'Ouest : ase fétide, laurier sauce, moutarde noire, aneth, pavot, etc.
    - du Sud : grande cardamome, cardamome verte, poivre noir, cannelle de Ceylan, galanga, curcuma, etc.
    - du Sud-Est : casse, gingembre, girofle, muscade et macis, etc.
    - de l'Est : jasmin, badiane, poivre du Sichuan, wasabi, etc.

  - Afrique : poivre des Achantis, poivre de Guinée, maniguette, sésame, tamarin, etc.
  - Amérique : baies roses, toute-épice, piments, vanille, etc.
  - Australie : poivre de Tasmanie, myrte citronnée, etc.

## Mélanges
L'expression « mélange d'épices » est tout aussi difficile à définir que les épices qui la constituent. Elle est souvent utilisée pour tout et n'importe quoi et, bien souvent, les mélanges contiennent plus que des épices, comme des herbes aromatiques, ou des substances animales ou minérales. Leur composition varie également beaucoup d'une région à l'autre, ou au gré des traditions familiales, et une même appellation peut correspondre à des produits très différents. Les exemples ci-dessous sont parmi les mélanges les plus connus en Occident et proviennent de diverses parties du monde.

### Curry et masala (Inde)

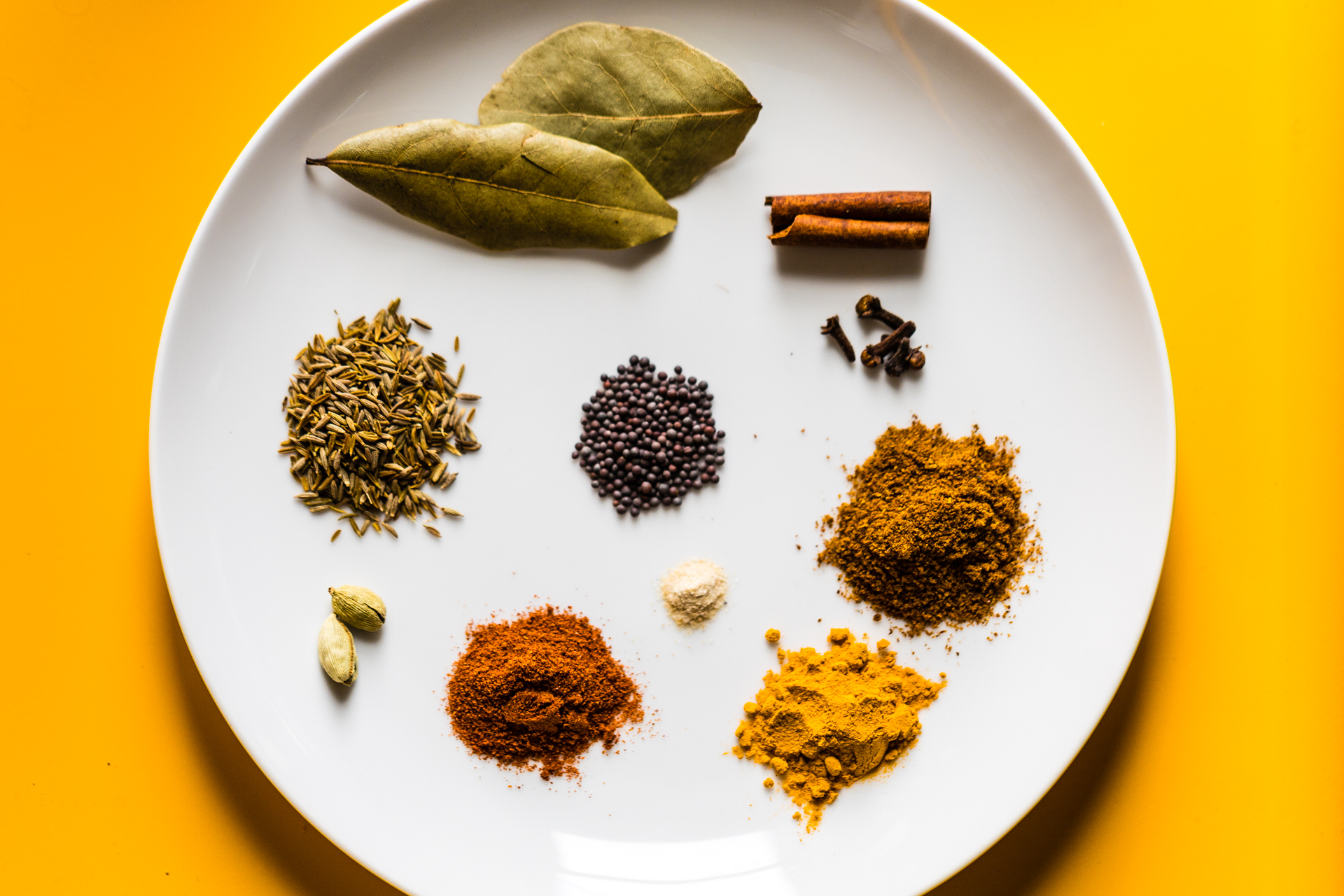
Épices entrant dans la composition d'un curry indien, avant mélange : feuilles de laurier, cannelle, clous de girofle, cumin, moutarde noire, mélange garam masala, cardamome, piment, ase fétide et curcuma.

Le curry (ou cari) est un terme générique qui désigne un grand nombre de préparations différentes. Il est originaire du sous-continent indien et son nom dérive du tamoul kari qui signifie « ragoût » ou « plat mijoté ». Le terme est surtout utilisé en Europe, où il fait son apparition en français dès le XVIIe siècle par l'intermédiaire de textes portugais, latins et néerlandais (forme « cari ») puis anglais (forme « curry »). En Inde, on lui préfère cependant le nom masala, qui signifie simplement « mélange ».
La « véritable » poudre de curry popularisée par les Anglais est celle de Madras (ancien nom de Chennai). Elle contient notamment du curcuma, du piment fort, du gingembre, de la coriandre, du cumin, de la moutarde noire, de l'ail, du poivre noir et du sel. L'odeur dominante est celle du cumin, la saveur est riche, complexe et variablement piquante, et la couleur est ocre-jaune foncé. Certaines préparations contiennent en plus d'autres ingrédients, comme de la cardamome, de la cannelle, du fenouil, du fenugrec, du cubèbe ou encore des clous de girofle. La norme internationale fixant les spécifications de la poudre de curry (établie en 1999) n'en précise pas la composition et indique que toute épice citée dans la liste internationale peut être utilisée. Elle précise néanmoins que la poudre doit être constituée d'un minimum de 85% d'épices, pas plus de 5% de sel, et peut contenir un produit amylacé alimentaire.
Parmi les poudres d'épices utilisées en Inde pour la préparation du curry, la plus célèbre est le garam masala, qui signifie « mélange chaud ». Il en existe de nombreuses sortes mais la plupart contiennent au moins de la cardamome, du cumin, de la cannelle, du poivre noir et des clous de girofle.

### Chili (Mexique)

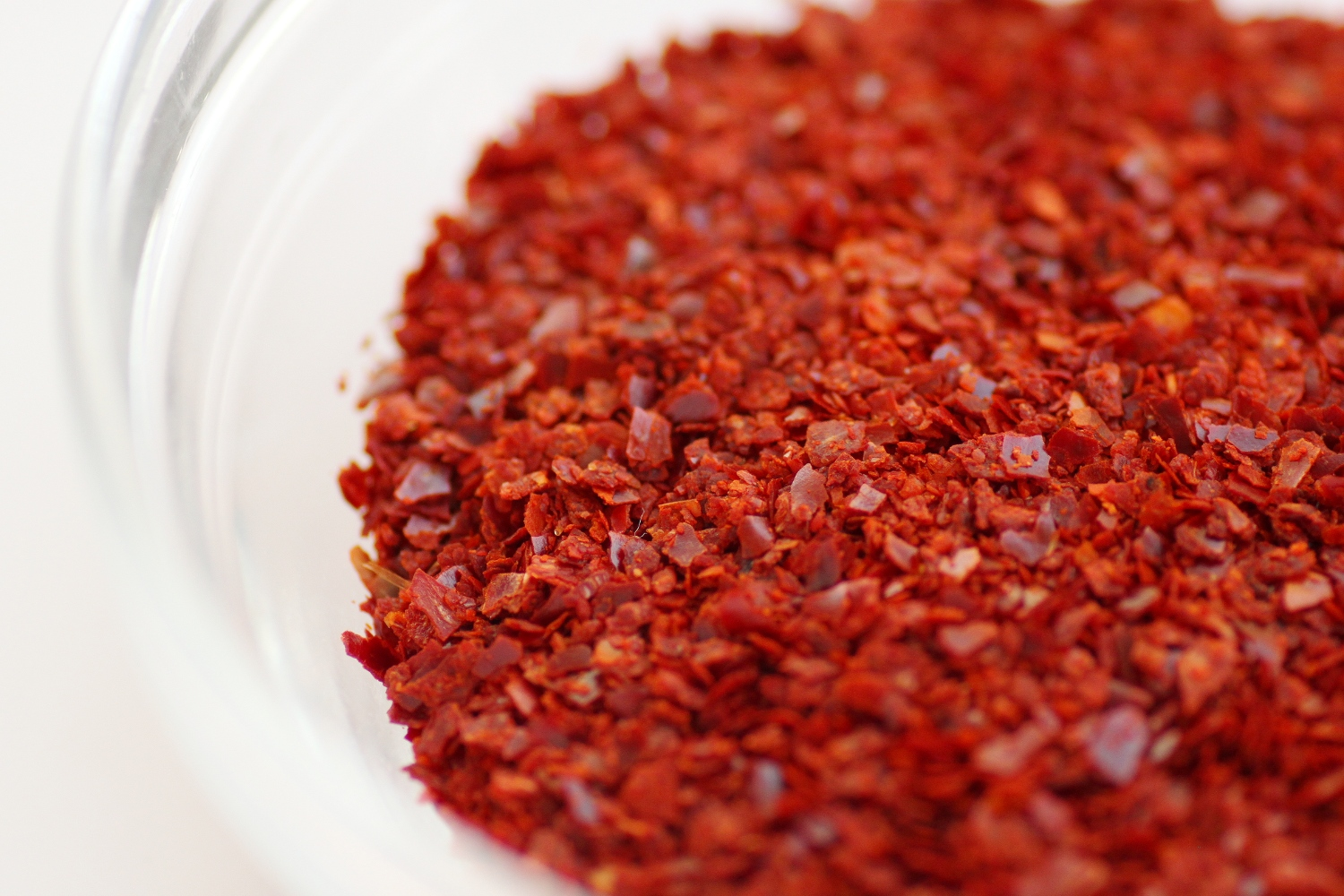
Le gochugaru est une variante coréenne du chili.

Le chili est un mélange d'origine mexicaine principalement composé de piments rouges : piment oiseau, piment jalapeño, piment serrano, etc. Il comprend aussi d'autres épices en proportions variables, comme de la coriandre, du cumin, de l'origan, de l'ail, des clous de girofle, du poivre et du sel. Son odeur et sa saveur sont chaudes, piquantes, aromatiques, persistantes et intenses, et sa couleur est habituellement brun rougeâtre foncé.
Le nom vient de la langue aztèque nahuatl, dans laquelle le mot chīlli signifie simplement « piment ». Il a été introduit en français via l'espagnol et l'anglais, et popularisé par le plat texan « chili con carne » dont il constitue le condiment principal. Par analogie, les mélanges pimentées asiatiques (Inde, Chine, Corée, Thaïlande, etc.) sont également appelés « chili » et peuvent contenir d'autres épices pour satisfaire les goûts locaux.

### Ras el-hanout (Maghreb)

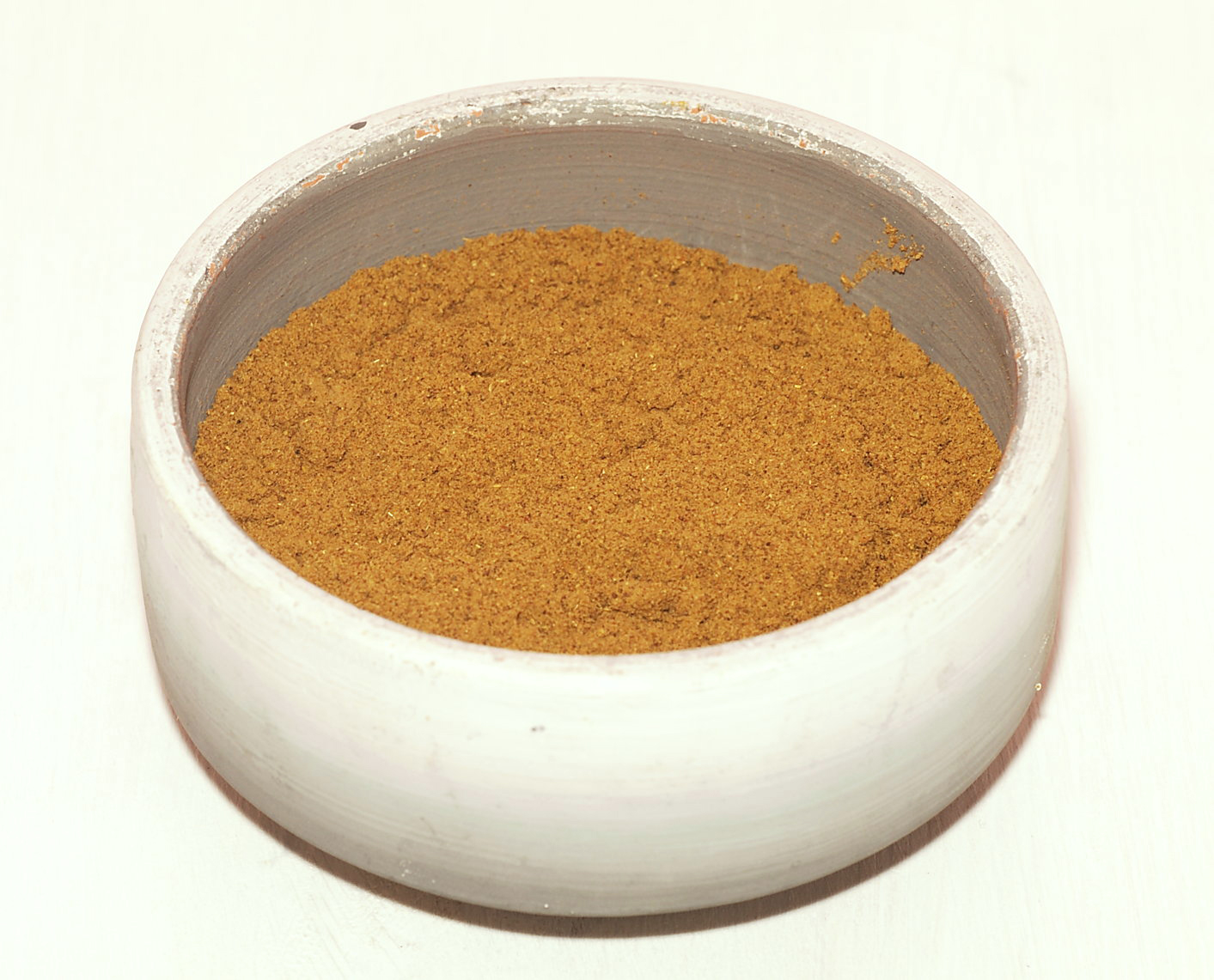
Poudre de ras el-hanout.

Le ras el-hanout, dont le nom peut se traduire par « tête de l'épicerie », « haut du panier », ou encore « patron de la maison », est un mélange traditionnellement composé d'une trentaine à soixantaine d'épices, même si certaines préparations peuvent compter jusqu'à 100 ingrédients, et que les versions désormais disponibles en supermarché n'en comprennent souvent qu'une dizaine. La base contient entre autres poivre, gingembre,  muscade, cannelle, cardamome, clous de girofle et curcuma. On retrouve aussi de la nigelle et de la racine d'iris. En plus de ces épices, le ras el-hanout contient toujours des fleurs séchées, comme de la lavande ou des pétales ou boutons de rose. On y ajoute aussi parfois des substances aphrodisiaques : fruits du frêne, poudre de cantharides (préparée à partir d'insectes broyés), ou baies de belladone (à très faible dose, car elles sont toxiques).
Le ras el-hanout est très aromatique et légèrement sucré, mais peu piquant. Il est utilisé dans la préparation des couscous, des tajines et des pastillas, mais aussi en pâtisserie ou pour parfumer le café. Il est particulièrement associé à la fête musulmane de l'Aïd el-Kebir.

### Cinq épices (Chine)

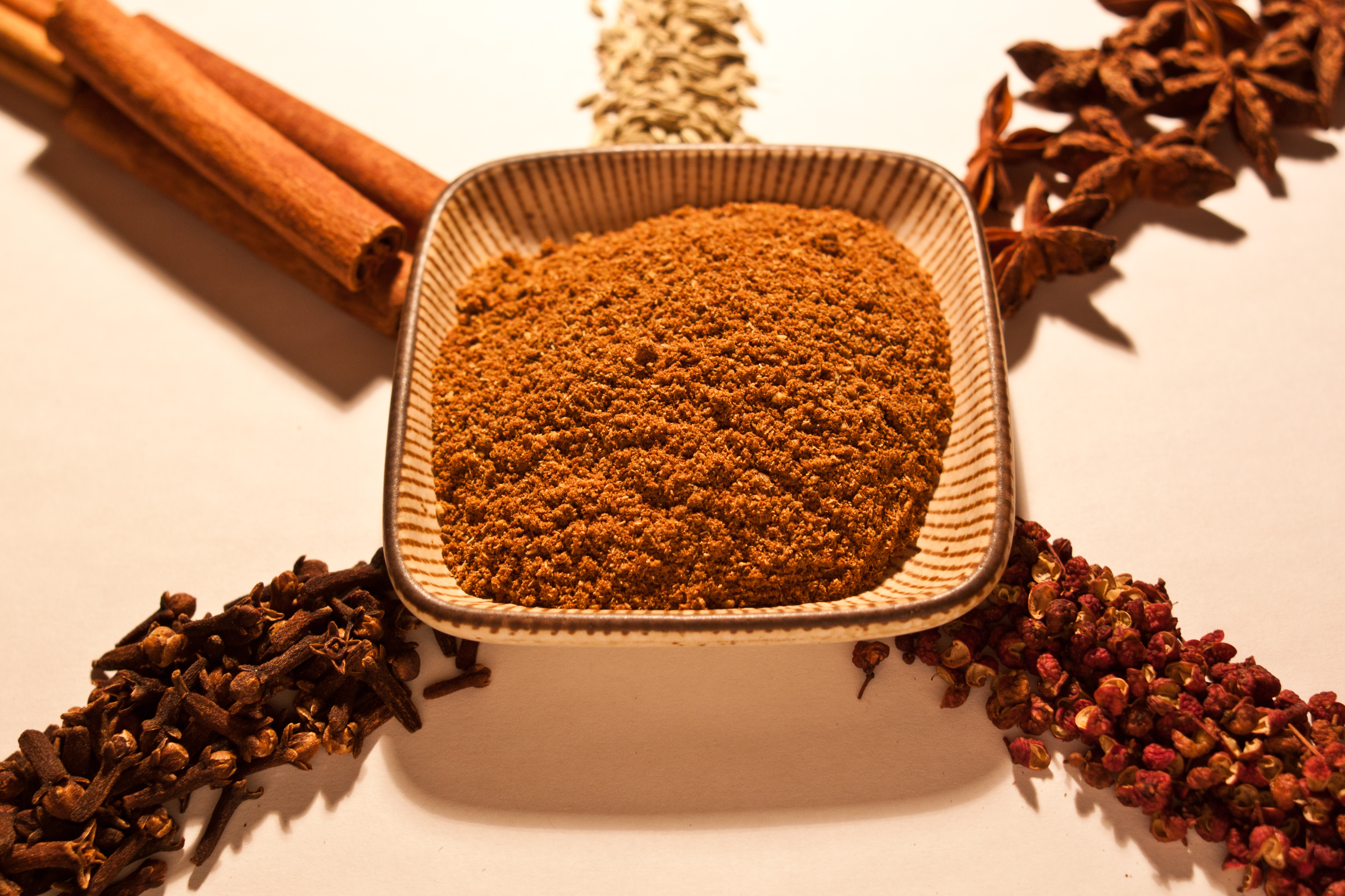
Le cinq épices entouré de ses 5 ingrédients.

Le mélange « cinq épices » ou « cinq parfums » est une préparation traditionnelle chinoise que l'on mélange à la sauce de soja pour assaisonner les plats de canard et de porc. Il utilise la symbolique du chiffre 5 dans la culture chinoise : les cinq éléments (métal, bois, eau, feu, terre) qui assurent l'équilibre du yin et du yang. Il se compose d'anis étoilé, de poivre du Sichuan, de cannelle, de clous de girofle et de graines de fenouil à parts égales. On dit aussi qu'il mêle les cinq saveurs : sucré, salé, amer, acide et poivré.

## Histoire
Les jeunes épices ont joué un rôle important dans l’histoire humaine. Elles faisaient partie des biens les plus précieux dans le commerce du monde antique comme médiéval.

### Origines

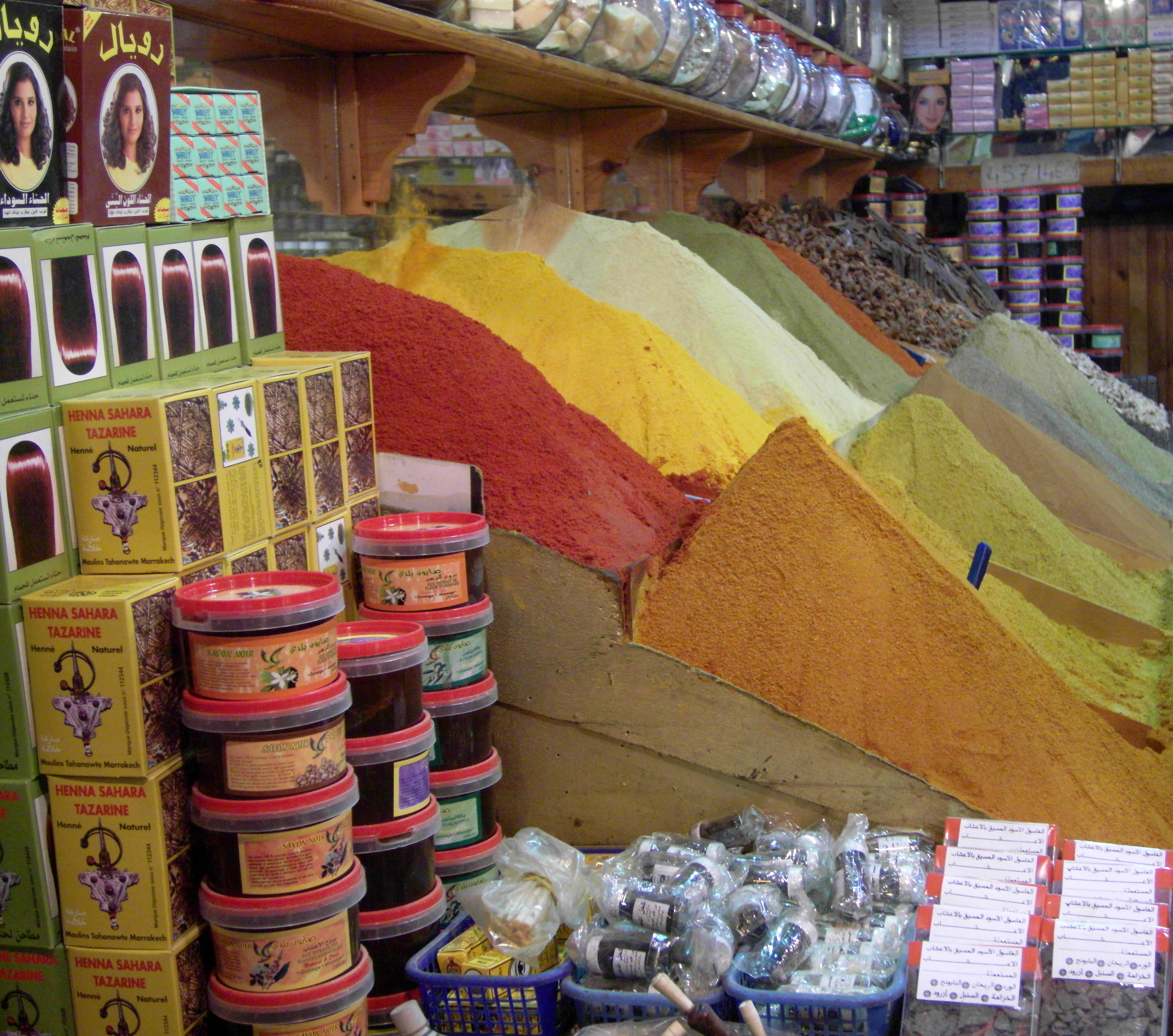
Les souks de Marrakech, riches en épices.

L'origine de l'utilisation des épices par les sociétés humaines n'est pas connue, mais remonte à la Préhistoire. Des débris d'alliaire officinale (ou « herbe à ail ») ont été retrouvés dans des phytolithes vieux de plus de 6 000 ans sur plusieurs sites des bords de la Baltique. La plante n'ayant pas de valeur nutritionnelle particulière, elle était certainement utilisée pour relever le goût des aliments, ce qui en ferait l'une des premières épices utilisées par l'homme en Europe. Il est également possible que cette pratique culinaire ait été importée du Proche-Orient en même temps que l'agriculture.
Plus généralement, des sources de l'Égypte, de la Chine, de l'Inde et de la Mésopotamie anciennes font référence à des épices non identifiées.
Dans la Genèse, Joseph est vendu comme esclave par ses frères à des marchands d’épices. Dans le Cantique des cantiques, le rédacteur compare sa bien-aimée à de nombreuses formes d’épices.
L'épopée indienne du Ramayana, peut-être écrit vers 200 av. J.-C., mentionne le girofle. Il était en tout cas connu des Romains au Ier siècle apr. J.-C., puisque Pline l'Ancien l'évoque dans ses écrits.
En Asie du Sud-Est insulaire, la muscade, originaire des îles Banda dans les Moluques, s'appelle pala, un mot sanscrit, la langue des textes sacrés de l'hindouisme, ce qui montre l'ancienneté de son usage dans la région. Des auteurs datent l'introduction de la muscade en Europe du VIe siècle apr. J.-C..

### Usages antiques et médiévaux
Des idées reçues communes veulent que la cuisine antique et la cuisine médiévale européenne utilisent beaucoup d'épices (notamment celles importées d'Inde et d'Extrême-orient dès l'Antiquité), pour rendre plus digestes les aliments lourds (porc, mammifères marins, légumineuses…), pour masquer la piètre qualité des mets et le goût des viandes avariées (en). Le mythe de l'allègement des viandes lourdes est particulièrement véhiculé par des historiens du XVIIIe siècle tels que Legrand d'Aussy ou ceux du XIXe siècle, qui, en reprenant les théories erronées des âges obscurs et de la conquête civilisatrice de la cuisine bourgeoise qui s'est établie après la Révolution, ont mal analysé les recettes et banquets dans la littérature culinaire antique et médiévale. Celui de la viande avariée peut être rattaché selon l'historien de l'alimentation Pierre Leclercq, aux années 1920, période à laquelle le développement du réfrigérateur dans les foyers américains améliore grandement la conservation des produits frais.
En fait, à l'époque antique et médiévale, la viande peut être achetée toute l'année. Conscients des risques de sécurité alimentaire et des multiples fraudes en matière d'hygiène alimentaire, les autorités et les professionnels de bouche (boucheries, cuisiniers) mettent en place des règlements relatifs à l'utilisation de denrées de première fraîcheur. De plus, les épices, produits de luxe, sont réservées à l'aristocratie, excepté chez les apothicaires-épiciers qui délivrent des électuaires, remèdes à base d'épices pour toutes les classes sociales et dont les vertus thérapeutiques en font autant des médicaments que des douceurs. L'emploi des épices répond à une cuisine médiévale variée et riche en saveurs bigarrées, à une fonction symbolique, une fonction sociale (usage ostentatoire chez les élites pour prouver leur richesse), une fonction médicinale (digestive et antiseptique) et à des critères de diététique en rapport avec la théorie des humeurs qui conseille d'utiliser le pouvoir échauffant des épices pour équilibrer les aliments devant être ingérés modérément chauds et humides,. Enfin, leur capacité à cacher le goût de la nourriture avariée est faible et leurs propriétés antimicrobiennes, provenant notamment de leurs huiles essentielles, sont peu efficaces par rapport à d'autres méthodes de conservation de la viande (salage, séchage, fumage, fermentation) moins coûteuses et qui sont plus largement utilisées.

### Routes commerciales
Le commerce des épices se développe surtout dans le Moyen-Orient, à partir de 2 000 ans av. J.-C. avec la cannelle, la casse du cassier et le poivre.
Une découverte archéologique suggère que l'introduction du girofle, indigène à l'île indonésienne de Ternate dans les Moluques, au Proche-Orient pourrait avoir commencé tôt. En effet, on a trouvé un clou de girofle parmi des restes calcinés sur le sol d'une cuisine incendiée du site mésopotamien de Terqa, dans l'actuelle Syrie, daté de 1700 av. J.-C..
Les marchands indonésiens allaient jusqu'en Chine, en Inde, au Moyen-Orient et sur la côte est de l'Afrique. Les marchands arabes contrôlaient les routes entre le Proche-Orient et l'Inde jusqu'à l'époque romaine avec la découverte des voies maritimes. Puis la ville d'Alexandrie, en Égypte, devient le centre du commerce des épices grâce à son port. Du XIIIe siècle au XVe siècle, la ville de Venise exerce le monopole du commerce de l'épice avec le Moyen-Orient.
Le contrôle des routes commerciales et des régions agricoles productrices d'épices fut la principale raison de l’expédition du navigateur portugais, Vasco de Gama, vers l’Inde. L'Espagne et le Portugal souhaitaient contourner le quasi-monopole exercé par Venise sur l'est de la Méditerranée. À peu près à la même époque, Christophe Colomb, après avoir abordé au Nouveau Monde, fit miroiter à ses investisseurs la possibilité de s'approvisionner en épices.
C'est Afonso de Albuquerque (1453-1515) qui permettra aux Portugais de prendre le contrôle des voies maritimes arabes vers l'Inde. En 1506, il prend l'archipel de Socotra à l'entrée de la mer Rouge et, en 1507, Ormuz à l'entrée du golfe Persique. Devenu vice-roi des Indes, il prend Goa en Inde, en 1510, et Malacca sur la péninsule malaise, en 1511. Les Portugais peuvent désormais commercer directement avec le Siam, la Chine et les Moluques. La route de la soie est doublée par les voies maritimes portugaises, amenant ainsi par Lisbonne en Europe les trésors de l'Orient, dont les épices tant convoitées.

## Fonctions et utilisations

### Usages culinaires
Les épices apportent de la variété et du goût aux aliments de base et « excitent » l'appétit. Utilisées en petites quantités, elles ne contribuent pas au régime alimentaire d'un point de vue nutritionnel.
| Épices      | Odeur                                                                            | Saveur | Utilisations culinaires |
| ----------- | -------------------------------------------------------------------------------- | --- | --- |
| Anis vert   | Très aromatique et suave, chaude, discrètement sucrée.                           | À la fois douce, piquante et amère. Mélange de réglisse et de fenouil.                                                                   | Soupes, salades, carpaccios, pain d'épices, liqueurs.                                                                                      |
| Badiane     | Douce, capiteuse et fortement anisée (plus forte que l'anis vert).               | Anisée, douce et chaude, proche de la réglisse. Rappel de gingembre.                                                                     | Marinades de poissons, viandes, volailles, pain d'épices, confiseries, liqueurs.                                                           |
| Cannelle    | Douce et pénétrante.                                                             | Chaude, boisée, sucrée, musquée et légèrement astringente.                                                                               | Potages, ragoûts, volailles, jambons, compotes, tartes, vin chaud, café.                                                                   |
| Cardamome   | Faiblement camphrée à un peu poivrée.                                            | Chaude, légèrement brûlante, citronnée ou de camphre mentholé.                                                                           | Riz pilaf, riz au lait, viandes, confiseries, liqueurs, vin chaud, café, thé, tisanes.                                                     |
| Coriandre   | Fraîche, citronnée, un peu camphrée, légèrement anisée.                          | De sauge et de zeste d'agrume, légèrement poivrée.                                                                                       | Cornichons, potages, viandes, poissons, gâteaux, liqueurs, gin.                                                                            |
| Cumin       | D'herbe sèche.                                                                   | Amère, chaude et poivrée, piquante et astringente.                                                                                       | Marinades, viande de porc et de veau, légumes, sauces, volailles, pains, fromages, liqueurs.                                               |
| Fenouil     | Fortement anisée.                                                                | À la fois douce et amère, légèrement piquante, anisée, légèrement camphrée.                                                              | Soupes, pains, court-bouillon, sauces, pâtisseries, confiseries, liqueurs.                                                                 |
| Gingembre   | Épicée, poivrée, rosée et savonneuse.                                            | Piquante, poivrée, brûlante et citronnée, légèrement camphrée.                                                                           | Gâteaux, pain d'épices, sorbets, salades de fruits, confiseries, bières, limonades, liqueurs.                                              |
| Genièvre    | Résineuse, de térébenthine, légèrement poivrée.                                  | Sucrée avec trace d'amertume et d'agrume.                                                                                                | Court-bouillon, sauces, choucroute, gibier, marinades, pâtés, liqueurs, gin, bières.                                                       |
| Girofle     | Parfum d'œillet.                                                                 | Piquante, légèrement amère, fortement aromatique, fruitée et boisée à la fois, sensation de brûlure et d'engourdissement.                | Marinades, pâtés, potées, court-bouillon, sauces, salades de fruits, pain d'épices, confiseries, liqueurs, vin chaud.                      |
| Muscade     | Chaude, fortement épicée, délicatement sucrée, mélange de cannelle et de poivre. | Épicée, légèrement brûlante et un peu amère.                                                                                             | Viandes, ragoûts, poissons, fondues, coquillages, purées, compotes, soufflés, tartes, gâteaux, confiseries, liqueurs, vin chaud, vermouth. |
| Piment      | Faible, légèrement sternutatoire.                                                | De douce à piquante extrême (selon échelle de Scoville), sucrée à amère, fruitée, boisée, fumée, fleurie, fraîche avec un goût de terre. | Tartares, sauces, charcuteries, fromages, boissons.                                                                                        |
| Poivre noir | Aromatique, sternutatoire et irritante.                                          | Âpre, brûlante et aromatique, piquante et résineuse.                                                                                     | Utilisation universelle ; potages, viandes, charcuteries, sauces, poissons, légumes, salades.                                              |
| Vanille     | Fleurie, exotique, capiteuse.                                                    | Aromatique, balsamique, de bois pyrogéné.                                                                                                | Charcuteries, lapin, purées de légumes, pâtisseries, confiseries, glaces, compotes, yaourts, crèmes, boissons.                             |

### Usages médicinaux
L'incorporation d'une dose moyenne (2,715 à 5,785 g/j) d'épices dans un régime alimentaire moyen américain peut réduire les cytokines inflammatoires et altérer la fonction des monocytes, ce qui pourrait avoir un effet athéroprotecteur. Une alimentation riche en épices pourrait donc contribuer à une meilleure santé cardiovasculaire et être bénéfique pour la prévention des maladies cardiaques et des accidents vasculaires cérébraux. Cependant, des recherches supplémentaires sont nécessaires pour confirmer ces résultats.

## Composition
Les épices contiennent des composés odorants (parfois nommés fautivement « arômes »), mais aussi des composés sapides et, surtout, des composés à action trigéminale, ce qui les distingue des aromates. Elles sont donc responsables des odeurs (orthonasale : par les narines; ou rétronasales : par les fosses rétronasales, qui relient la bouche au nez), des saveurs, et des stimulations du nerf trijumeau (piquants, frais...).[réf. souhaitée]
| Composé        | Épices                 | Structure | Propriétés                                           |
| -------------- | ---------------------- | --------- | ---------------------------------------------------- |
| Anéthol        | Fenouil, anis, badiane |           | Arôme, édulcorant (13 fois plus sucré que le sucre). |
| Capsaïcine     | Piment                 |           | Responsable de la sensation de pseudo-chaleur.       |
| Capsanthine    | Piment, paprika        |           | Colorant rouge.                                      |
| Cinnamaldéhyde | Cannelle               |           | Arôme, insecticide, fongicide.                       |
| Cuminaldéhyde  | Cumin                  |           | Arôme, responsable de l'amertume.                    |
| Curcumine      | Curcuma                |           | Colorant jaune.                                      |
| Estragol       | Fenouil                |           | Arôme.                                               |
| Eucalyptol     | Cardamome, laurier     |           | Arôme, insecticide.                                  |
| Eugénol        | Cannelle, girofle      |           | Arôme, antiseptique, anesthésiant.                   |
| Gingérol       | Gingembre              |           | Responsable de la sensation de pseudo-chaleur.       |
| Linalol        | Coriandre, laurier     |           | Arôme, insecticide.                                  |
| Myristicine    | Muscade, persil        |           | Insecticide, psychotrope.                            |
| Pipérine       | Poivre noir            |           | Responsable de la sensation de pseudo-chaleur.       |
| Vanilline      | Vanille                |           | Principal arôme alimentaire.                         |

## Économie et production
Les principaux marchés du commerce mondial des épices sont les États-Unis, l'Union européenne, le Japon, Singapour, l'Arabie saoudite et la Malaisie. Les principaux pays producteurs sont la Chine, l'Inde, Madagascar, l'Indonésie, le Vietnam, le Brésil, l'Espagne, le Guatemala et le Sri Lanka.

### Commerce international
Le marché mondial des épices est en constante expansion au XXIe siècle : il a augmenté d'une moyenne de 3,7% par année depuis 2007 pour atteindre une valeur de 33,1 milliards de dollars américains en 2019. Cette croissance devrait se poursuivre durant la décennie 2020-2030 et le marché pourrait atteindre un volume de 18 millions de tonnes à la fin de cette période. Les États-Unis sont de très loin le premier importateur mondial d'épices (428 000 tonnes en 2019), suivi par le Vietnam et l'Inde (respectivement 190 000 et 172 000 tonnes). La consommation annuelle par habitant était de 1,69 kg au niveau mondial en 2019. Les principaux consommateurs sont le Népal (14 kg par habitant), la Thaïlande (6,25 kg), le Vietnam (4 kg) et la Turquie (3,71 kg). En valeur absolue, c'est cependant l'Inde qui domine la scène mondiale avec une consommation de 4,8 millions de tonnes en 2019 (37% du total), un volume huit fois supérieur à celui consommé par l'Indonésie, qui occupe la seconde position.

### Production mondiale
L'Asie produit encore la plupart des épices qui régissaient autrefois le commerce mondial, notamment la cannelle, le poivre, la muscade, le clou de girofle et le gingembre. Mais de plus en plus d'épices sont cultivées dans le Nouveau Monde : le Brésil est un important fournisseur de poivre, le Guatemala est l'un des principaux producteurs de cardamome. Grenade exporte de la muscade et du gingembre, et le piment de la Jamaïque est cultivé... en Jamaïque. L'Europe et les États-Unis produisent surtout des herbes condimentaires et le Canada plusieurs graines aromatiques. L'Afrique n'est pas non plus en reste, qu'il s'agisse du gingembre du Nigeria, de la vanille de Madagascar et d'Afrique de l'Est, des piments du Malawi, des herbes aromatiques d'Égypte ou des clous de girofle de Zanzibar.
En 2019, la surface agricole totale consacrée à la culture des épices était de 6,7 millions d'hectares. C'est bien moins que les principales céréales, mais plus que la surface occupée par la culture des pommes (4,9 millions d'hectares) ou par celle des tomates (4,8 millions), qui sont respectivement les fruits et les légumes les plus cultivés dans le monde.
| États           | Poivre  | Piments   | Vanille | Cannelle | Girofle | Muscade, macis, cardamome | Anis, Badiane, Fenouil | Gingembre | Autres (épices NDA) |
| --------------- | ------- | --------- | ------- | -------- | ------- | ------------------------- | ---------------------- | --------- | ------------------- |
| Bangladesh      |         | 141 177   |         |          |         |                           |                        | 79 438    | 173 079             |
| Brésil          | 101 274 |           |         |          |         |                           |                        |           |                     |
| Bulgarie        | 51 958  | 1 245     |         |          |         |                           | 5 977                  |           | 830                 |
| Chine           | 36 345  | 321 290   | 459     | 81 545   | 1 322   |                           | 56 395                 | 533 407   | 114 197             |
| Comores         |         |           | 30      |          | 2 379   |                           |                        |           | 62                  |
| Éthiopie        | 4 095   | 294 299   |         |          |         | 166                       | 4 822                  | 10 778    | 39 441              |
| Guatemala       | 757     |           |         |          |         | 38 163                    | 2 202                  |           | 427                 |
| Inde            | 67 472  | 1 808 011 |         |          |         | 16 860                    | 678 938                | 893 242   | 1 928 708           |
| Indonésie       | 88 715  |           | 2 259   | 83 734   | 123 399 | 36 242                    |                        | 207 412   | 109 314             |
| Iran            |         | 3 882     |         |          |         |                           | 65 792                 |           |                     |
| Madagascar      | 5 542   | 1 799     | 3 102   | 3 113    | 23 325  | 16                        | 59                     | 128       | 232                 |
| Mexique         | 9 141   | 60 755    | 495     |          |         |                           | 127 244                | 3 923     | 4 014               |
| Népal           |         | 52 500    |         |          |         | 6 849                     |                        | 284 000   | 23 804              |
| Nigéria         |         | 70 871    |         |          |         |                           |                        | 369 019   | 6 903               |
| Pakistan        |         | 148 114   |         |          |         |                           |                        | 20        | 77 548              |
| Papouasie-N.-G. |         | 4         | 493     |          |         | 91                        |                        |           | 306                 |
| Sri Lanka       | 48 253  |           |         | 24 020   | 5 508   | 3 074                     |                        | 14 208    | 5 465               |
| Tanzanie        | 516     | 7 080     |         |          | 9 121   | 724                       | 1 383                  | 42        |                     |
| Thaïlande       | 1 370   | 247 010   |         |          |         |                           |                        | 167 952   | 3 016               |
| Turquie         |         | 14 295    | 314     |          |         |                           | 39 277                 |           | 245 601             |
| Viet Nam        | 262 658 | 101 548   |         | 29 053   |         |                           | 4 511                  |           |                     |

### Prix
Le safran reste l'épice la plus chère, suivi par la vanille, puis la cardamome.